# Бин, Энди
Энди Бин (англ. Andy Bean; род. 7 октября 1984) — американский актёр. Получил известность благодаря ролям в телесериалах «Власть в ночном городе», «Здесь и сейчас» и «Болотная тварь».

## Биография
Учился в общественном колледже округа Коллин в Плейно, штат Техас.
Актёрский дебют Энди состоялся в 2007 году. В 2014 году он получил роль в телесериале «Власть в ночном городе», в котором снимался до 2016 года.
В 2016 году сыграл Ромита в фильме «Дивергент, глава 3: За стеной».
В 2017 году появился в эпизодической роли в фильме «Трансформеры: Последний рыцарь».
В 2018 году снялся в сериале «Здесь и сейчас».
В 2019 году сыграл главную роль в сериале «Болотная тварь». Также снялся в фильме «Оно 2», за роль в котором был удостоен премии «Fright Meter Awards» в категории «Лучший актёрский ансамбль».

## Фильмография
| Год       |     | Русское название               | Оригинальное название                   | Роль          |
| --------- | --- | ------------------------------ | --------------------------------------- | ------------- |
| 2007      | кор |                                | Neptunus Rex                            | Беливо        |
| 2008      | док |                                | Mackenzie Brown                         | Беливо        |
| 2014—2016 | с   | Власть в ночном городе         | Power                                   | Грег Нокс     |
| 2016      | ф   | Дивергент, глава 3: За стеной  | The Divergent Series: Allegiant         | Ромит         |
| 2016      | ф   |                                | Poor Boy                                | Драйм         |
| 2016      | ф   |                                | Bad Vegan and the Teleportation Machine | Спайк         |
| 2017      | ф   | Трансформеры: Последний рыцарь | Transformers: The Last Knight           | адвокат       |
| 2017      | кор |                                | Magic '85                               | Фред          |
| 2018      | с   | Здесь и сейчас                 | Here and Now                            | Генри Берген  |
| 2018      | с   | Майкл и Майкл гей              | Michael and Michael Are Gay             | Джейкоб       |
| 2018      | кор |                                | Leaving Hope                            | Майк          |
| 2019      | с   | Болотная тварь                 | Swamp Thing                             | Алек Холланд  |
| 2019      | кор |                                | Find What You Love...                   | Трэвис        |
| 2019      | ф   | Оно 2                          | It Chapter Two                          | Стэнли Урис   |
| 2020      | кор | Трансфер                       | Transfer                                | Макс          |
| 2021      | ф   | Король Ричард                  | King Richard                            | Лэрд Стейблер |